# Брджани (Решетарі)
Брджани (хорв. Brđani) — населений пункт у Хорватії, у Бродсько-Посавській жупанії у складі громади Решетарі.

## Населення
Населення за даними перепису 2011 року становило 252 осіб.
Динаміка чисельності населення поселення:

## Клімат
Середня річна температура становить 11,05 °C, середня максимальна — 25,22 °C, а середня мінімальна — -5,19 °C. Середня річна кількість опадів — 893 мм.
| Клімат поселення                              | Клімат поселення | Клімат поселення | Клімат поселення | Клімат поселення | Клімат поселення | Клімат поселення | Клімат поселення | Клімат поселення | Клімат поселення | Клімат поселення | Клімат поселення | Клімат поселення | Клімат поселення |
| Показник                                      | Січ.             | Лют.             | Бер.             | Квіт.            | Трав.            | Черв.            | Лип.             | Серп.            | Вер.             | Жовт.            | Лист.            | Груд.            |                  |
| Середній максимум, °C                         | 7,02             | 8,34             | 12,60            | 17,13            | 22,07            | 25,22            | 24,40            | 23,84            | 19,90            | 14,80            | 9,36             | 5,16             |                  |
| Середня температура, °C                       | 0,91             | 2,24             | 6,50             | 11,02            | 15,96            | 19,12            | 20,96            | 20,40            | 16,45            | 11,35            | 5,92             | 1,72             |                  |
| Середній мінімум, °C                          | −5,19            | −3,86            | 0,39             | 4,90             | 9,86             | 13,01            | 17,51            | 16,96            | 13,01            | 7,92             | 2,48             | −1,72            |                  |
| Норма опадів, мм                              | 56               | 52               | 59               | 75               | 81               | 103              | 83               | 82               | 69               | 78               | 85               | 70               |                  |
| Середньомісячна швидкість вітру, м/с          | 1.79             | 2.05             | 2.35             | 2.28             | 2.07             | 1.91             | 1.85             | 1.72             | 1.70             | 1.76             | 1.81             | 1.86             |                  |
| Середньомісячна сонячна радіація, кДж/м²·день | 4365             | 7154             | 10978            | 15255            | 19434            | 21433            | 22380            | 20117            | 14962            | 9301             | 4949             | 3646             |                  |
| --------------------------------------------- | ---------------- | ---------------- | ---------------- | ---------------- | ---------------- | ---------------- | ---------------- | ---------------- | ---------------- | ---------------- | ---------------- | ---------------- | ---------------- |
| Джерело:                                      |                  |                  |                  |                  |                  |                  |                  |                  |                  |                  |                  |                  |                  |